# Kimetsu no Yaiba
Kimetsu no Yaiba (鬼滅の刃, Kimetsu no Yaiba, tradução aproximada "Lâmina de Destruição de Demônios"), também conhecido pelo título em língua inglesa Demon Slayer (Matador de Demônios, em português) é uma série japonesa de mangá shōnen escrita e ilustrada por Koyoharu Gotōge. O mangá é serializado desde 15 de fevereiro de 2016 e foi encerrado em 18 de maio de 2020 na revista semanal Weekly Shōnen Jump, com seus capítulos sendo reunidos em 23 volumes tankōbon pela editora Shueisha. Uma adaptação de um mangá para um anime de 26 episódios, produzida pelo estúdio ufotable, teve sua 1.ª temporada exibida entre 6 de abril e 28 de setembro de 2019, e 2.ª temporada, entre 10 de outubro de 2021 e 13 de fevereiro de 2022.
Em setembro de 2019, foi divulgado que todos os volumes juntos da série já tinham excedido mais de 10 milhões de cópias vendidas. Em dezembro de 2019, o mangá já contava com mais de 25 milhões de cópias em circulação.

## Enredo
Ambientada no Japão durante o Período Taishō (1912-1926), a história gira em torno de Tanjirō Kamado, um garoto bondoso e inteligente que vive junto com sua mãe, Kie Kamado, e seus 5 irmãos mais novos, ganhando dinheiro vendendo carvão, assim como seu falecido pai, Tanjuro Kamado. Certo dia, ao voltar para casa após ter ido a uma cidade vender carvão, Tanjiro descobre que perdeu toda sua família durante um ataque de onis. Uma de suas irmãs, Nezuko, é a única que sobreviveu ao ataque. Nezuko então passa a ser um oni, mas ela surpreendentemente ainda demonstra sinais de emoções e pensamentos humanos. Tanjirō decide então se tornar um caçador de onis para descobrir mais sobre eles. Com a ajuda de Nezuko, Tanjiro parte em jornadas pelo Japão a fim de impedir que a mesma tragédia que afetou sua família aconteça com outras pessoas, enquanto ele busca uma maneira de tornar Nezuko humana novamente. Neste universo, o poder que os caçadores utilizam para conseguir derrotar os onis se chama "respiração". Elas são técnicas especiais de combate que foram criadas para aumentar a força, velocidade e resistência dos humanos, permitindo que consigam lutar de igual para igual com os onis, que são muito mais fortes naturalmente. Cada Respiração é inspirada em um elemento da natureza ou em uma forma específica de combate, podendo ser adaptada de diferentes formas dependendo de como o usuário fará uso dela. Um exemplo seria a respiração da água, usada por Tanjiro. Aos poucos, Tanjiro vai ganhando novos amigos que o auxiliam em diversos momentos difíceis ao decorrer da história, sendo eles o medroso Zenitsu Agatsuma (usa a respiração do trovão) e o selvagem Inosuke Hashibira (usuário da respiração da fera, de autoria dele), além de descobrir quem é o ser responsável não somente por criar os onis, mas também por ter assassinado sua família: o inescrupuloso Muzan Kibutsuji, líder e o mais poderoso oni que já existiu. Após se encontrar com ele ao acaso, Tanjiro entende que para impedir que mais massacres como o de sua família aconteçam e para que ele cumpra seu objetivo de transformar sua irmã em humana novamente, ele precisará derrotar Muzan.

## Personagens

### Principais
Tanjirō Kamado (竈門炭治郎, Kamado Tanjirō)
Voz original: Natsuki Hanae (enquanto adolescente), Satomi Satō (enquanto criança)
Dublado por: Daniel Figueira (Brasil);
Tanjirō é o filho mais velho de um vendedor de carvão. Sua família inteira foi massacrada por um demônio enquanto ele vendia carvão numa cidade, com apenas sua irmã Nezuko sobrevivendo, porém se transformando em oni. Seu objetivo é encontrar uma cura para ela e transformá-la de volta em um humana, e é para esse fim que ele decide se juntar à Ki-satsutai (鬼殺隊, lit. "Organização dos Aniquiladores de Demônios").
Inicialmente, Tanjirō treinou por cerca de dois anos com Urokodaki, aprendendo o estilo de batalha "Respiração da Água" (水の呼吸法, Mizu no Kokyū-hō), e a aprimorando desde então. Posteriormente, Tanjirō começa a utilizar uma técnica ancestral de sua família, a Hinokami Kagura (ヒノカミ神楽, lit. "Dança do deus do fogo"), como uma forma mais poderosa de batalha, mas depois a fundiu com as técnicas de Respiração Aquática para criar um estilo de batalha mais eficiente. Seu crânio é extremamente duro, o que o permite utilizar sua cabeça para golpear oponentes. Tanjirō ainda possui um olfato extremamente aguçado, fazendo com que ele detecte a presença de demônios e até mesmo emoções de pessoas.
Ele é um garoto de bom coração e muitas vezes sente simpatia pelos demônios e suas vítimas. Seu otimismo sem fim e sua natureza simples geralmente fazem com que as pessoas gostem de sua companhia, mas, ao mesmo tempo, também o coloca em desacordo com outras pessoas. Tanjirō utiliza uma katana solar de cor preta.
Nezuko Kamado (竈門禰豆子, Kamado Nezuko)
Voz original: Akari Kitō
Dublado por: Isa Guarnieri (Brasil);
Nezuko é a irmã mais nova de Tanjirō. Ela estava com seus familiares quando foram atacados e mortos por um demônio. Só ela sobreviveu, mas o ataque a deixou transformada em um demônio também. No entanto, ao contrário dos outros demônios, Nezuko conseguiu manter de alguma forma a sua consciência anterior, o que lhe permitiu reconhecer Tanjirō como seu irmão e não machucá-lo. Uma técnica de hipnose de Urokodaki fez com que Nezuko passasse a ver todos os humanos como seus familiares, o que a ajudou a se tornar um demônio que não consome carne humana. Como alternativa a não comer carne humana, Nezuko se recupera de seus ferimentos através do sono.
Ela é incapaz de falar como um demônio, sendo obrigada a utilizar uma mordaça de bambu como precaução para não morder alguém. Assim como outros demônios, Nezuko é capaz de se regenerar, atacar com força sobre-humana e aumentar ou diminuir rapidamente o tamanho de seu corpo. Tanjirō geralmente a carrega em suas costas dentro de uma caixa de madeira feita por Urokodaki, pois a luz do sol certamente iria incinerá-la.
Zenitsu Agatsuma (我妻善逸, Agatsuma Zen'itsu)
Voz original: Hiro Shimono
Dublado por: Adrian Tatini (Brasil);
Zenitsu é um garoto covarde e medroso que se juntou ao Ki-satsutai na mesma época que Tanjirō. Ele treinou e se especializou no estilo de batalha "Respiração do Trovão" (雷の呼吸法, Kaminari no Kokyū-hō) através do seu avô, um hashira do trovão veterano; contudo, Zenitsu só foi capaz de aprender a primeira técnica (a Respiração do Trovão possui 6 técnicas) e, por causa disso, muitas vezes ele menospreza a si mesmo, apesar do fato de que ele é talentoso, pois sempre procurou aperfeiçoar ao máximo a primeira técnica. Zenitsu possui também uma excelente audição.
Ele se une a Tanjirō em uma missão e, desde então, ele passa a acompanhá-lo, em parte porque acha Nezuko bonita. Sua personalidade covarde inicialmente o atrapalha, e ele só é capaz de lutar quando está em situações de risco excepcionais; contudo, mais tarde ele aprende a afastar seus medos e agir quando necessário. Zenitsu utiliza uma katana solar de cor dourada.
Inosuke Hashibira (嘴平伊之助, Hashibira Inosuke)
Voz original: Yoshitsugu Matsuoka
Dublado por: Dláigelles Silva (Brasil);
Um jovem garoto que foi criado por um javali selvagem, Inosuke utiliza um estilo autodidata chamado "Respiração das Feras" (獣の呼吸法, Kemono no Kokyū-hō), juntamente com duas espadas serrilhadas em batalha. Quando ele recebe novas espadas, ele propositadamente as tornam serrilhadas, a fim de combinar com sua preferência e estilo de luta. Ele é impetuoso e propenso a reagir violentamente e, embora pareça sombrio, provou-se um caçador hábil em batalhas repetidas vezes. Ele é extremamente musculoso e robusto, o que contrasta com o seu rosto estranhamente afeminado, que ele normalmente esconde sob a cabeça de um javali empalhado. Quando ele conhece Tanjirō, ele o trata como um inimigo por sua determinação em proteger Nezuko, um demônio; todavia, os dois rapidamente se tornam amigos e passam a batalharem juntos. Ele costuma desafiar Tanjirō para competições aceitas de bom humor. Ele fez o teste de admissão para o Ki-satsutai ao mesmo tempo que Tanjirō e Zenitsu e aparentemente foi o primeiro a concluí-lo. Suas katanas são cinza-violeta e ele utiliza seu apurado senso de tato para detectar inimigos à longas distâncias.
Genya Shinazugawa (不死川玄弥, Shinazugawa Gen'ya)
Voz original: Nobuhiko Okamoto
Dublado por: Rodrigo Andreatto (Brasil);
Genya é um garoto que participou do teste de aceitação para o Ki-satsutai junto com Tanjirō, Zenitsu, Inosuke e Kanao. Mostrando uma personalidade impaciente e grosseira. Vindo de uma família conturbada, Genya vivia com seus 6 irmãos, uma mãe que se esforçava muito pelo melhor da família e um pai violento, seu pai acabou morrendo pelos moradores de onde eles viviam e ele e seu irmão Sanemi tomam a responsabilidade de cuidar da família.
Em um certo dia a mãe de Genya desaparece e seu irmão Sanemi resolve sair para procurá-la, enquanto Genya permanecia com seus irmãos em casa, algum tempo depois uma batida na porta é ouvida e um dos irmãos vai abri-la e assim que a porta é aberta a criança é cortada e todos ficam feridos pela criatura. Sanemi aparece para salvar Genya e derrota a criatura que era sua mãe, com esse choque Genya chama seu irmão de assassino e anos depois ele se junta ao Ki-satsutai para reatar a conexão com seu irmão.
Kanao Tsuyuri (栗花落カナヲ, Tsuyuri Kanao)
Voz original: Reina Ueda
Dublado por: Michelle Giudice (Brasil);
Kanao é uma garota que realizou o teste de admissão para o Ki-satsutai junto com Tanjirō, Inosuke, Zenitsu e Genya. Oriunda de uma família que vivia em situação de miséria, Kanao sofria agressões físicas de seu próprio pai, que a vende como escrava para um desconhecido. Após ser resgatada por Shinobu e Kanae, Kanao se torna uma "tsuguko" (次ぐ子, lit. "filho sucessor" ou "semente sucessora") da hashira do inseto, Shinobu, que a treina para sucedê-la. Em batalha, Kanao é uma espadachim altamente habilidosa e ágil, possuindo também um grande senso de visão.
Todavia, devido a sua infância violenta, Kanao passou a não demonstrar emoções e a não conversar como uma forma de amenizar a dor dos maus-tratos. Ela ainda possui dificuldade em realizar ações sem ser informada diretamente sobre o que fazer, motivo pelo qual Kanae lhe deu uma moeda, para ela realizar "cara ou coroa" sempre que for incapaz de tomar decisões. Após conhecer Tanjirō, este a incentiva a tomar decisões por ela mesma e a utilizar a moeda com menos frequência. Kanao utiliza uma katana solar de cor rosa.

### Os Pilares
Jigoro Kuwajima (桑島慈悟郎, Kuwajima Jigorō)
Voz original: Shigeru Chiba
Dublado por: Carlos Silveira (Brasil);
Sakonji Urokodaki (鱗滝 左近次, Urokodaki Sakonji)
Voz original: Hochu Otsuka
Dublado por: Cassius Romero (Brasil);
Giyu Tomioka (冨岡 義勇, Tomioka Giyū)
Voz original: Takahiro Sakurai
Dublado por: André Sauer (Brasil);
Tengen Uzui (宇髄 天元, Uzui Tengen)
Voz original: Katsuyuki Konishi
Dublado por: Clécio Souto (Brasil);
Kyojuro Rengoku (煉獄 杏寿郎, Rengoku Kyōjurō)
Voz original: Satoshi Hino
Dublado por: Philippe Maia (Brasil);
Pilar da chama que foi morto após a sua luta contra o Oni Lua superior Akaza
Gyomei Himejima (悲鳴嶼 行冥, Himejima Gyōmei)
Voz original: Tomokazu Sugita
Dublado por: Francisco Júnior (Brasil);
Muichiro Tokito (時透 無一郎, Tokitō Muichirō)
Voz original: Kengo Kawanishi
Dublado por: Rodrigo Horta (Brasil);
Sanemi Shinazugawa (不死川 実弥, Shinazugawa Sanemi)
Voz original: Tomokazu Seki
Dublado por: Heitor Assali (Brasil);
Shinobu Kocho (胡蝶しのぶ, Kochō Shinobu)
Voz original: Saori Hayami
Dublado por: Tatiane Keplmair (Brasil);
Obanai Iguro (伊黒小芭内, Iguro Obanai)
Voz original: Kenichi Suzumura
Dublado por: Marcelo Garcia (Brasil);
Mitsuri Kanroji (甘露寺蜜璃, Kanroji Mitsuri)
Voz original: Kana Hanazawa
Dublado por: Patt Souza (Brasil);

## Mídia

### Mangá

#### Kimetsu no Yaiba
O mangá começou a ser serializado na 11.ª edição de 2016 da revista Weekly Shonen Jump, publicada em 15 de fevereiro de 2016. O primeiro volume tankōbon da série, compilando os primeiros sete capítulos, foi publicado em 3 de junho de 2016. A partir de janeiro de 2019, a editora Shueisha começou a publicar simultaneamente a série em inglês através de sua plataforma digital Manga Plus.
Durante a Comic Con Expreience 2019, em São Paulo, a editora Panini anunciou a publicação do manga para o Brasil.
Em Portugal, o mangá é lançado desde Maio de 2021 pela Editora Devir.
A Panini também está lançando boxes completos de Kimetsu no Yaiba. O box de conta com toda a série, do volume 1 ao volume 23.

##### Lista de volumes
| N.º | Japonês                | Japonês           | Português brasileiro    | Português brasileiro |
| N.º | Data de lançamento     | ISBN              | Data de lançamento      | ISBN                 |
| --- | ---------------------- | ----------------- | ----------------------- | -------------------- |
| 1   | 3 de junho de 2016     | 978-4-08-880723-2 | 13 de março de 2020     | 978-85-426-2928-6    |
| 2   | 4 de agosto de 2016    | 978-4-08-880755-3 | 13 de março de 2020     | 978-85-426-2988-0    |
| 3   | 4 de outubro de 2016   | 978-4-08-880795-9 | 20 de abril de 2020     | 978-65-5512-027-1    |
| 4   | 2 de dezembro de 2016  | 978-4-08-880826-0 | 14 de maio de 2020      | 978-65-5512-030-1    |
| 5   | 3 de março de 2017     | 978-4-08-881026-3 | 3 de junho de 2020      | 978-65-5512-112-4    |
| 6   | 2 de maio de 2017      | 978-4-08-881076-8 | 3 de julho de 2020      | 978-65-5512-211-4    |
| 7   | 4 de agosto de 2017    | 978-4-08-881193-2 | 3 de agosto de 2020     | 978-65-5512-277-0    |
| 8   | 4 de outubro de 2017   | 978-4-08-881212-0 | 3 de setembro de 2020   | 978-65-5512-293-0    |
| 9   | 4 de dezembro de 2017  | 978-4-08-881283-0 | 5 de outubro de 2020    | 978-65-5512-362-3    |
| 10  | 2 de março de 2018     | 978-4-08-881355-4 | 6 de novembro de 2020   | 978-65-5512-515-3    |
| 11  | 4 de junho de 2018     | 978-4-08-881399-8 | 6 de dezembro de 2020   | 978-65-5512-569-6    |
| 12  | 3 de agosto de 2018    | 978-4-08-881540-4 | 11 de janeiro de 2021   | 978-65-5512-909-0    |
| 13  | 2 de novembro de 2018  | 978-4-08-881626-5 | 12 de fevereiro de 2021 | 978-65-5512-814-7    |
| 14  | 4 de janeiro de 2019   | 978-4-08-881695-1 | 12 de março de 2021     | 978-65-5512-734-8    |
| 15  | 4 de abril de 2019     | 978-4-08-881799-6 | 16 de abril de 2021     | 978-65-596-0003-8    |
| 16  | 4 de julho de 2019     | 978-4-08-881867-2 | 14 de maio de 2021      | 978-65-596-0084-7    |
| 17  | 4 de outubro de 2019   | 978-4-08-882080-4 | 31 de maio de 2021      | 978-65-596-0196-7    |
| 18  | 4 de dezembro de 2019  | 978-4-08-882141-2 | 9 de julho de 2021      | 978-65-598-2267-6    |
| 19  | 4 de fevereiro de 2020 | 978-4-08-882204-4 | 13 de agosto de 2021    | 978-65-598-2140-2    |
| 20  | 13 de maio de 2020     | 978-4-08-882282-2 | 24 de setembro de 2021  | 978-65-598-2018-4    |
| 21  | 3 de julho de 2020     | 978-4-08-882349-2 | 8 de outubro de 2021    | 978-65-596-0949-9    |
| 22  | 2 de outubro de 2020   | 978-4-08-882424-6 | 26 de novembro de 2021  | 978-65-596-0802-7    |
| 23  | 4 de dezembro de 2020  | 978-4-08-908379-6 | 10 de dezembro de 2021  | 978-65-596-0698-6    |

#### Kimetsu no Yaiba!
Uma paródia em mangá yonkoma baseada na série, escrita e ilustrada por Ryōji Hirano e intitulada Kimetsu no Yaiba! (きめつのあいま！, lit. "Intervalo aniquilador de demônios!"), é serializada através da plataforma digital Shonen Jump+ desde 7 de abril de 2019, com seus capítulos sendo publicados pós a estréia de cada episódio do anime, resumindo a história do mesmo episódio.

#### Kimetsu no Yaiba: Tomioka Giyū Gaiden
Uma segunda adaptação, servindo como um gaiden da série original, intitulada Kimetsu no Yaiba: Tomioka Giyū Gaiden (鬼滅の刃冨岡義勇外伝), escrita por Gotōge e ilustrada por Hirano, foi serializada na 18.ª edição anual da Weekly Shonen Jump, contando com dois capítulos focados num dos personagens da série, Giyū Tomioka.

### Anime
Uma adaptação da série para um anime de 26 episódios, produzida pelo estúdio Ufotable, foi anunciada através da Weekly Shōnen Jump em 4 de junho de 2018. A série estreou em 6 de abril de 2019 nos canais Tokyo MX, GTV, GYT, BS11, dentre outros canais. Antes de ir ao ar, os cinco primeiros episódios do anime foram exibidos teatralmente no Japão por duas semanas, a partir de 29 de março de 2019, sob o título Kimetsu no Yaiba: Kyōdai no Kizuna (鬼滅の刃兄妹の絆, lit. "Lâmina aniquiladora de demônios: laços entre irmão e irmã").
O Arco Katanakaji no Sato-Hen recebeu uma pré-estreia em 418 cinemas no Japão. As exibições incluíram os episódios 10 e 11 do Entertainment District Arc, bem como o primeiro episódio do Swordsmith Village Arc. Também foram feitas exibições em cinemas de mais de 95 países e territórios.
O Arco da Vila dos Ferreiros estreou no dia 9 de abril, com um episódio especial de uma hora. A Crunchyroll transmitiu o anime à medida que ele foi ao ar.
Após o 11.º e último episódio do arco Katanakaji no Sato-Hen. O próximo arco, Hashira Geiko-Hen, teve adaptação para anime confirmado.
Após o final do Arco de Treinamento dos Hashira, foi confirmado que o arco final de Demon Slayer, a invasão ao Castelo do Infinito, será divido em três filmes, e o primeiro será lançado nos cinemas brasileiros no dia 11 de setembro de 2025.

### Demon Slayer: Kimetsu no Yaiba
| Episódios | Episódios | Episódios              |
| # | Título | Exibição               |
| --- | --- | ---------------------- |
| 1 | "Crueldade" "Zankoku (残酷)"                                                                                                  | 6 de abril de 2019     |
| Tanjiro era um garoto comum, que vivia com com sua mãe e seus irmãos numa casa no meio das montanhas. A vida era simples, mas boa. Mas está prestes a mudar para sempre.                                            | |                        |
| 2 | "Sakonji Urokodaki, o treinador" "Iku-shu Urokodaki Sakonji (育手鱗滝左近)"                                                   | 13 de abril de 2019    |
| Tanjiro inicia sua jornada para tornar-se um caçador de onis. Mas Sakonji Urokodaki, o misterioso homem da máscara de tengu, não tem tanta certeza de que o garoto é digno dessa função.                            | |                        |
| 3 | "Sabito e Makomo" "Sabito to Makomo (錆兎と真菰)"                                                                             | 20 de abril de 2019    |
| Tanjiro começa seu treinamento para se tornar um exterminador de onis, e tudo parece estar indo bem com os ensinamentos de Urokodaki... Mas havia uma pedra no meio do caminho - literalmente.                      | |                        |
| 4 | "Seleção Final" "Saishū Senbetsu (最終選別)"                                                                                  | 27 de abril de 2019    |
| Depois do árduo treinamento com Urokodaki, Tanjiro finalmente vai para o monte Fujikasane para participar da última prova antes de se tornar um Espadachim Executor: sobreviver sete dias num local cheio de onis.  | |                        |
| 5 | "Meu próprio aço" "Onore no Hagane (己の鋼)"                                                                                  | 4 de maio de 2019      |
| Tanjiro conhece os outros poucos sobreviventes da Seleção Final, e precisa tomar sua primeira decisão como um caçador de onis. Também chega a hora de reencontrar pessoas queridas, depois de tanto esforço.        | |                        |
| 6 | "O espadachim que acompanha um oni" "Oni wo Tsureta Kenshi (鬼を連れた剣士)"                                                  | 11 de maio de 2019     |
| Tanjiro parte para sua primeira tarefa como Exterminador: investigar uma série de desaparecimentos de garotas jovens, numa cidade. O que ele aprendeu com Urokodaki será o suficiente?                              | |                        |
| 7 | "Muzan Kibutsuji" "Kibutsuji Muzan (鬼舞辻 無慘)"                                                                             | 18 de maio de 2019     |
| Tanjiro agora tem um alvo claro: Muzan Kibutsuji, o oni capaz de converter humanos normais em demônios comedores de pessoas. Mas a caça não será tão simples quanto ele imagina.                                    | |                        |
| 8 | "O aroma do sangue sedutor" "Genwaku no Chi no Kaori (幻惑の血の香り)"                                                        | 25 de junho de 2019    |
| Tanjiro deixa Muzan Kibutsuji escapar, mas encontra outros aliados inesperados em Tóquio: Tamayo e Yushiro, dois médicos... que também são onis.                                                                    | |                        |
| 9 | "O oni da temari e o oni da flecha" "Temari Oni to Yajirushi Oni (手毬鬼と矢印鬼)"                                            | 9 de junho de 2019     |
| Tanjiro está sob o ataque de dois onis muito mais fortes de todos que ele havia visto até agora. E além de lutar, ele ainda precisa se preocupar em proteger Yushiro e Tamayo.                                      | |                        |
| 10 | "Juntos para sempre" "Zutto Issho-ni iru (ずっと一緒にいる)"                                                                  | 8 de junho de 2019     |
| O ataque de Yahaba e Susamaru continua implacável, e Tanjiro continua extraindo o máximo de sua força para conseguir vencer. E em meio à batalha, é revelado mais sobre a natureza de Kibutsuji.                    | |                        |
| 11 | "A mansão do tsuzumi" "Tsuzumi Oyashiki (鼓お屋敷)"                                                                           | 15 de junho de 2019    |
| Tanjiro reencontra-se com Zenitsu Agatsuma, um dos sobreviventes da Seleção Final. Mas, diferente do que se esperaria de um herói, o rapaz loiro é mais medroso e mulherengo do que a média.                        | |                        |
| 12 | "O javali mostra as presas, enquanto Zenitsu dorme" "Inoshishi wa Kiba wo Muki, Zenitsu wa Nemuru (猪は牙を剥き、善逸は眠る)" | 22 de junho de 2019    |
| Tanjiro, Zenitsu e as crianças ainda estão presos na mansão, e situação se complica quando um homem com cabeça de javali aparece armado até os dentes - inclusive os dentes.                                        | |                        |
| 13 | "Algo mais importante que a vida" "Inochi Yori Daiji-na mono (命より大事なもの)"                                              | 29 de junho de 2019    |
| Prestes a quebrar, Tanjiro continua enfrentando o oni dos tambores com tudo o que tem. E essa forte determinação não escapa aos ouvidos atentos de Zenitsu.                                                         | |                        |
| 14 | "A casa do brasão da glicínia" "Fuji no Hana no Kamon no Ie (藤の花の家紋の家)"                                               | 6 de julho de 2019     |
| O caos da mansão finalmente se aquieta, e Tanjiro, Zenitsu e o recém-chegado homem da cabeça de javali começam a se conhecer melhor. O que provavelmente vai levar a mais caos.                                     | |                        |
| 15 | "Monte Natagumo" "Natagumo-zan (那多蜘蛛山)"                                                                                  | 13 de julho de 2019    |
| Depois de um breve descanso, Tanjiro, Zenitsu e Inosuke recebem sua próxima missão: investigar uma montanha sinistra e perigosa... os três juntos.                                                                  | |                        |
| 16 | "Deixar outra pessoa ir na sua frente" "Jibun dewa nai Dareka wo Mae e (自分ではない誰かを前へ)"                              | 20 de julho de 2019    |
| Tanjiro e Inosuke continuam enfrentando as aranhas mortíferas do monte Natagumo, e o guerreiro da cabeça de javali finalmente começa a entender o que motiva seu parceiro no campo de batalha.                      | |                        |
| 17 | "Seja mestre de uma única coisa" "Hitotsu no Koto Kiwame ke (一つのこと極めけ)"                                               | 27 de julho de 2019    |
| A batalha contra as aranhas do Monte Natagumo continua, e agora quem precisa finalmente encarar seus medos é Zenitsu - o que o levará numa viagem ao seu próprio passado.                                           | |                        |
| 18 | "Um laço falso" "Nisemono no Kizuna (偽物の絆)"                                                                               | 3 de agosto de 2019    |
| A família de onis do Monte Natagumo continua causando problemas para Tanjiro e seus amigos. Quando a situação torna-se desesperadora, o exterminador percebe que talvez aquela não seja uma família de verdade.     | |                        |
| 19 | "Hinokami" "Hinokami (ヒノカミ)"                                                                                              | 10 de agosto de 2019   |
| Finalmente é revelada a identidade do membro dos Doze Kizuki dentre a família de aranhas do monte Natagumo - e isso faz Tanjiro lembrar do próprio passado, quando seu pai era vivo.                                | |                        |
| 20 | "Família de faz-de-conta" "Yose Atsume no Kazoku (寄せ集めの家族)"                                                            | 17 de agosto de 2019   |
| Ainda há sobreviventes na família de onis aranha do monte Natagumo - e é através de um deles que descobrimos a verdade por trás dessa estranha união entre estranhos.                                               | |                        |
| 21 | "Contra as regras do esquadrão" "Tairitsu Ihan (隊律違反)"                                                                    | 24 de agosto de 2019   |
| Giyu Tomioka e Kocho Shinobu são dois dos Hashiras, a classe mais elevada do Esquadrão de Exterminadores. Mas uma violação de regras faz eles se virarem um contra o outro.                                         | |                        |
| 22 | "O senhor da mansão" "Oyakata-sama (お館様)"                                                                                  | 31 de agosto de 2019   |
| Os Hashiras, as figuras mais proeminentes de todo o Esquadrão de Exterminadores, finalmente se apresentam. E além de poderosos, parecem ser um grupo de guerreiros extremamente excêntricos.                        | |                        |
| 23 | "Reunião dos Hashiras" "Chūgō Kaigi (柱合会議)"                                                                               | 7 de setembro de 2019  |
| Resolvida a questão sobre a coexistência pacífica de Nezuko com os humanos, começa o verdadeiro assunto da reunião com o mestre: Muzan Kibutsuji e o aumento nos ataques de onis.                                   | |                        |
| 24 | "Treino de Reabilitação" "Kinō Kaifuku Kunren (機能回復訓練)"                                                                 | 14 de setembro de 2019 |
| A situação se acalma no QG dos Exterminadores, e é hora da recuperação. Mas Tanjiro, Zenitsu e Inosuke têm muito mais do que descanso pela frente, até voltarem ao normal.                                          | |                        |
| 25 | "Kanao Tsuyuri, a Tsuguko" "Tsuguko Tsuyuri Kanao (継ぐ子 栗花落カナヲ)"                                                      | 21 de setembro de 2019 |
| Kanao é a Tsuguko de Shinobu - uma espadachim treinada diretamente um por Hashira. E apesar do pouco tamanho, já dominou a Respiração da Concentração Total que Tanjiro tanto sofre para aprender. De onde ela vem? | |                        |
| 26 | "Uma nova missão" "Aratanaru Nimmu (新たなる任務)"                                                                            | 28 de setembro de 2019 |
| A recuperação de Tanjiro, Zenitsu e Inosuke acabou, e agora é hora de partir na próxima missão oficial: há pessoas desaparecendo em certo "Trem Infinito", e o time embarcará nessa viagem rumo ao futuro.          | |                        |

### Demon Slayer: Kimetsu no Yaiba: Mugen Ressha-hen / Yuukaku-hen
| Episódios | Episódios                                                                                       | Episódios               |
| # | Título                                                                                          | Exibição                |
| --- | ----------------------------------------------------------------------------------------------- | ----------------------- |
| 27 | "O Pilar das Chamas, Kyojuro Rengoku" "En Hashira, Rengoku Kyōjurō (炎柱・煉獄杏寿郎)"          | 10 de outubro de 2021   |
| Um oni assola a cidade, atacando pessoas indefesas na calada da noite. Mas Kyojuro Rengoku, o Pilar das Chamas está no caso, que parece ter uma relação com o Trem Infinito. Agora ele parte sozinho em busca de alternativas para proteger a população indefesa que vive em volta da linha do trem. |                                                                                                 |                         |
| 28 | "Sono Profundo" "Fukai Nemuri (深い眠り)"                                                       | 17 de outubro de 2021   |
| Tanjiro e companhia se encontram com Rengoku dentro do trem. Lá eles acreditam que estão a caminho de uma nova missão, mas o Pilar das Chamas os corrige: o oni vai atacar no trem! Mas será que este é o único inimigo que vão encontrar? |                                                                                                 |                         |
| 29 | "Se Fosse Verdade" "Hontō Nara (本当なら)"                                                      | 24 de outubro de 2021   |
| Imersos no sono profundo causado pelo Oni, os exterminadores vivenciam experiências ditadas por seus corações. Em reencontro com sua família, Tanjiro agora precisa escapar de volta para a realidade. |                                                                                                 |                         |
| 30 | "Insulto" "Bujoku (侮辱)"                                                                       | 7 de novembro de 2021   |
| Tanjiro descobre uma arriscada forma de escapar do sonho no Trem Infinito. Porém, para proteger os passageiros sob domínio do Oni, ele precisará que seus colegas Exterminadores também despertem. |                                                                                                 |                         |
| 31 | "Em Frente!" "Mae e! (前へ！)"                                                                  | 14 de novembro de 2021  |
| Tanjiro descobre o Oni que colocou todos os passageiros do Trem Infinito para dormir. No entanto, ao cortar o próprio pescoço, descobre que ele na verdade tomou conta de todo trem. Agora, enquanto precisa proteger seus amigos e os passageiros, Tanjiro precisa encontrar uma forma de derrotar o Oni de uma vez por todas! |                                                                                                 |                         |
| 32 | "Akaza" "Akaza (猗窩座)"                                                                        | 21 de novembro de 2021  |
| Tanjiro e Inosuke lutam para cortar o pescoço do Oni que se fundiu com o trem. Tanjiro está ferido, mas consegue cumprir sua missão. No entanto, logo após Rengoku chegar ao seu socorro, um outro Oni aparece para atacá-los… |                                                                                                 |                         |
| 33 | "Acenda o Fogo do Seu Coração" "Kokoro o Moyase (心を燃やせ)"                                   | 28 de novembro de 2021  |
| Após a derrota de Enmu, surge Akaza, um Três Superior, diante de Tanjiro e Rengoku. Ferido, no chão, Tanjiro por pouco não é atacado pelo inimigo e escapa da morte por um triz quando Rengoku rapidamente contra-ataca. Durante uma batalha intensa entre Rengoku e Akaza, este sugere a Rengoku que se torne um Oni. O Pilar das Chamas recusa veementemente a oferta, mas seu corpo ferido está exaurido e sendo levado além dos seus limites físicos... |                                                                                                 |                         |
| 34 | "Tengen Uzui, o Pilar do Som" "On Bashira Uzui Tengen (音柱・宇髄天元)"                         | 5 de dezembro de 2021   |
| Depois dos eventos no Trem do Infinito, Tanjiro e companhia ainda estão sofrendo com as consequências. Apesar de ferido, Tanjiro sai ao lado de Zenitsu e Inosuke para cumprir uma nova missão. Enquanto continuam seu treinamento, um novo mal se aproxima. |                                                                                                 |                         |
| 35 | "Invasão do Distrito do Entretenimento" "Yūkaku Sen'nyū (遊郭潜入)"                             | 12 de dezembro de 2021  |
| Uzui leva Tanjiro, Zenitsu e Inosuke para o Distrito do Entretenimento. Lá ele explica o que está acontecendo e o seu plano para resolver um problema que está tendo por aquelas bandas. |                                                                                                 |                         |
| 36 | "Quem?" "Nanimono? (何者？)"                                                                    | 19 de dezembro de 2021  |
| Tanjiro, Zenitsu e Inosuke entram disfarçados como mulheres no Distrito do Entretenimento para procurar as esposas de Uzui. No entanto, lá acabam descobrindo algumas pistas que sugerem anormalidades. |                                                                                                 |                         |
| 37 | "Esta Noite" "Kon'ya (今夜)"                                                                    | 26 de dezembro de 2021  |
| Zenitsu desaparece e Uzui começa a achar que foi uma má ideia ter trazido Tanjiro e companhia para esta missão. Enquanto isso, Tanjiro se prepara para se unir a Inosuke, mas acaba sentindo um cheiro incomum... |                                                                                                 |                         |
| 38 | "Vamos Bem Extravagantes!!" "Dohade ni Iku ze!! (ド派手に行くぜ‼)"                              | 2 de janeiro de 2022    |
| Tanjiro luta contra Daki. Enquanto isso, Uzui encontra Hinatsuru e a salva. Inosuke vai atrás da Oni cuja presença sentiu. Uzui usa suas habilidades para encontrar o local da luta. Enquanto isso, Tanjiro não vê outra alternativa a não ser usar os ataques da sua dança Hinokami Kagura. |                                                                                                 |                         |
| 39 | "Memórias Sobrepostas" "Kasanaru kioku (重なる記憶)"                                            | 9 de janeiro de 2022    |
| Tanjiro ganha domínio sobre a Dança Hinokami Kagura durante o confronto com Daki. Enquanto isso, Uzui e os demais correm ao seu encontro. |                                                                                                 |                         |
| 40 | "Trasformação" "Henbō (変貌)"                                                                   | 16 de janeiro de 2022   |
| Na luta contra Daki, Tanjiro é aparentemente derrotado, mas Nezuko desperta e parte para ajudá-lo. No entanto ela começa a perder o controle de seus poderes de Oni. Enquanto isso, Uzui se aproxima do campo de batalha. |                                                                                                 |                         |
| 41 | "Reunião" "Shūketsu (集結)"                                                                     | 23 de janeiro de 2022   |
| Após Uzui derrotar Daki, surge outro oni, Gyutaro, do corpo dela. A luta fica cada vez mais acirrada, no entanto, Tanjiro, Zenitsu e Inosuke se juntam para ajudar a derrotá-los. |                                                                                                 |                         |
| 42 | "Quando eu derrotar os Onis Superiores" "Jōgen no oni o taoshitara (上弦の鬼を倒したら)"        | 30 de janeiro de 2022   |
| Enquanto Uzui e Tanjiro lutam contra Gyutaro, Inosuke e Zenitsu encaram Daki! Para vencê-los, eles precisam cortar o pescoço de ambos ao mesmo tempo. Mas será que eles vão conseguir? |                                                                                                 |                         |
| 43 | "Jamais vou desistir" "Zettai akiramenai (絶対諦めない)"                                        | 6 de fevereiro de 2022  |
| Uzui está caído apagado em meio ao fogo. Inosuke leva um corte no coração. Zenitsu está sob uma pilha de destroços. Tanjiro não tem muito o que fazer a não ser continuar lutando. Mas conseguirá derrotar Daki e Gyutaro sozinho? |                                                                                                 |                         |
| 44 | "Não importa quantas vezes eu precisar renascer" "Nando umarekawatte mo (何度生まれ変わっても)" | 13 de fevereiro de 2022 |
| Uzui desvia de todos os ataques de Kekkijutsu de Gyutaro e apesar de Tanjiro ter a mandíbula perfurada, é capaz de cortar a cabeça de Gyutaro. Apesar de estarem completamente feridos, Zenitsu e Inosuke também cortam a cabeça de Daki. Assim, eles conseguem decapitar ambos os onis ao mesmo tempo. Quando parece que eles derrotaram o Seis Superior depois de uma luta violenta, Gyutaro libera seu Kekkijutsu                                        |                                                                                                 |                         |

### Demon Slayer: Kimetsu no Yaiba: Katanakaji no Sato-hen
| Episódios | Episódios | Episódios           |
| # | Título | Exibição            |
| --- | --- | ------------------- |
| 45 | "Sonho de Alguém" "Dareka no Yume (誰かの夢)"                                                                            | 9 de abril de 2023  |
| Após a batalha no distrito do Entretenimento, Muzan reúne os Luas Superiores para tratar de um assunto importante. Enquanto isso, Tanjiro e seus amigos se recuperam da batalha. Tanjiro, ao despertar, parte para o vilarejo dos ferreiros, em busca de uma forma de consertar sua espada.       | |                     |
| 46 | "Yoriichi Tipo Zero" "Yoriichi Zero Shiki (縁壱零式)"                                                                    | 16 de abril de 2023 |
| Tanjiro sai em busca do Sr. Haganezuka para encontrar sua espada, mas acaba encontrando um Hashira, um garoto aprendiz de ferreiro e um boneco mecânico de seis braços que é de alguma forma familiar.                                                                                            | |                     |
| 47 | "Uma Espada de mais de 300 Anos" "Sanbyaku-nen Ijou Mae no Katana (300年以上前の刀)"                                     | 23 de abril de 2023 |
| Tanjiro descobre uma espada antiga dentro do boneco e isso chama a atenção do Sr. Haganezuka, que finalmente aparece. Enquanto ele aguarda que a espada seja polida, começa a acontecer um ataque ao vilarejo dos ferreiros.                                                                      | |                     |
| 48 | "Obrigado, Tokito" "Tokitou-kun Arigatou (時透君ありがとう)"                                                             | 30 de abril de 2023 |
| Enquanto Tokito muda de ideia após ouvir as palavras de Tanjiro e resolve salvar alguém na floresta, Tanjiro e companhia lutam. No entanto, logo Tanjiro acaba separado de Nezuko e Genya. Será que ele conseguirá voltar a tempo de ajudá-los?                                                   | |                     |
| 49 | "Espada Vermelha Brilhante" "Kakutou (赫刀)"                                                                             | 7 de maio de 2023   |
| Tokito segue avançando em meio a floresta e encontra o Sr. Kanamori. Logo que chegam até a cabana de trabalho no meio da floresta, são recepcionados por Gyokko. Enquanto isso, Tanjiro continua sua luta contra Hantengu.                                                                        | |                     |
| 50 | "Não vai se tornar um Hashira?" "Hashira ni Narun ja Nai no ka! (柱になるんじゃないのか！)"                              | 14 de maio de 2023  |
| Duas lutas simultâneas continuam, Tanjiro, Nezuko e Genya contra Hantengu e Tokito contra Gyokko. Genya começou a mostrar uma forma demoníaca. Tanjiro pede para que ele procure o verdadeiro corpo de Hantengu, mas memórias do passado começam a assolar Genya.                                 | |                     |
| 51 | "Vilão Terrível" "Gokuakunin (極悪人)"                                                                                   | 21 de maio de 2023  |
| Enquanto Tanjiro acredita que finalmente encontrou o verdadeiro corpo de Hantengu e vencerá a luta, um novo demônio aparece para combatê-lo. Enquanto isso, Tokito está preso dentro do jarro de água de Gyokko sufocando enquanto o Lua Superior parte para a cabana onde está o Sr. Haganezuka. | |                     |
| 52 | "O Mu de Muichiro" "Muichirou no Mu (無一郎の無)"                                                                        | 28 de maio de 2023  |
| A batalha intensa contra Gyokko continua. Tokito finalmente se libertou do vaso de água, mas a situação está desesperadora. Em meio a isso, ele começa a ter lembranças das dificuldades que viveu na infância e como isso influenciou sua vida hoje.                                             | |                     |
| 53 | "O Pilar da Névoa, Muichiro Tokito" "Kasumibashira: Tokitou Muichirou (霞柱・時透無一郎)"                                | 4 de junho de 2023  |
| Tokito continua sua luta contra Gyokko, que finalmente revela todos os seu poderes. Será que o Pilar da Névoa conseguirá vencer esta batalha? Enquanto isso, Tanjiro sofre na luta contra Hantengu.                                                                                               | |                     |
| 54 | "A Pilar do Amor, Mitsuri Kanroji" "Koibashira: Kanroji Mitsuri (恋柱・甘露寺蜜璃)"                                      | 11 de junho de 2023 |
| A luta contra Hantengu continua. Em meio a tudo isso, Kanroji mostra seu verdadeiro poder. No entanto, não parece suficiente para derrotar o Quatro Superior. Neste momento, ela se lembra de tudo que aconteceu no seu passado e de repente aparece a força necessária para continuar.           | |                     |
| 55 | "Laços Conectados - Amanhecer e a Primeira Luz" "Tsunaida Kizuna: Kawataredoki - Asaborake (繋いだ絆 彼は誰時 朝ぼらけ)" | 18 de junho de 2023 |
| Tanjiro continua a luta contra Hantengu. Em meio a todos os seus ferimentos e a habilidade do Quatro Superior, conseguirá ele derrotá-lo? Enquanto a batalha se aproxima do fim, o Esquadrão de Exterminadores precisa correr contra o tempo para terminar a luta antes que o dia amanheça        | |                     |

#### Staff[73]
| Função                    | Participantes       | Episódio(s) no(s) qual(is) participou        | Nota |
| ------------------------- | ------------------- | -------------------------------------------- | ---- |
| Produção geral            | Shueisha            | —                                            |      |
| Produção geral            | ufotable            | —                                            |      |
| Produção geral            | Aniplex             | —                                            |      |
| Produtores                | Akifumi Fujio       | —                                            |      |
| Produtores                | Hikaru Kondo        | —                                            |      |
| Produtores                | Masanori Miyake     | —                                            |      |
| Produtores                | Yuma Takahashi      | —                                            |      |
| Assistentes de produção   | Fumikazu Ozaki      | —                                            |      |
| Assistentes de produção   | Yoshitaka Kimura    | —                                            |      |
| Produtores associados     | Manabu Jingūji      | —                                            |      |
| Direção geral             | Hikaru Kondo        | 1 ao 26                                      |      |
| Direção de episódio       | Akihiko Uda         | 18 e 24                                      |      |
| Direção de episódio       | Haruo Sotozaki      | 1, 2, 14 e 26                                |      |
| Direção de episódio       | Hideki Hosokawa     | 8                                            |      |
| Direção de episódio       | Junichi Minamino    | 6                                            |      |
| Direção de episódio       | Ken Takahashi       | 16 e 23                                      |      |
| Direção de episódio       | Masashi Takeuchi    | 7 e 12                                       |      |
| Direção de episódio       | Shinsuke Gomi       | 15                                           |      |
| Direção de episódio       | Shinya Shimomura    | 3, 4, 9 e 25                                 |      |
| Direção de episódio       | Shūji Miyahara      | 11, 14 e 24                                  |      |
| Direção de episódio       | Takahiro Majima     | 7                                            |      |
| Direção de episódio       | Takashi Suhara      | 5 e 20                                       |      |
| Direção de episódio       | Takuya Nonaka       | 21 e 27                                      |      |
| Direção de episódio       | Toshiyuki Shirai    | 19 e 28                                      |      |
| Direção de episódio       | Yuichi Terao        | 26                                           |      |
| Direção de episódio       | Yusuke Shibata      | 13                                           |      |
| Direção de episódio       | Yuuki Itoh          | 10, 15 e 22                                  |      |
| Direção de arte           | Koji Eto            | 1 e 2                                        |      |
| Direção de arte           | Masaru Yanaka       | 3 ao 10, 12, 13, e 15 ao 26                  |      |
| Direção de arte           | Yuri Kabasawa       | 11 e 14                                      |      |
| Direção de animação geral | Akira Matsushima    | —                                            |      |
| Direção de animação       | Akira Matsushima    | Abertura, encerramento, 1, 4, 7, 15, 24 e 26 |      |
| Direção de animação       | Atsushi Ogasawara   | 12, 15, 17, 20, 23 e 26                      |      |
| Direção de animação       | Atsushi Tanaka      | 9, 16, 21, 24 e 25                           |      |
| Direção de animação       | Atsutoshi Hashimoto | 7 e 25                                       |      |
| Direção de animação       | Haruo Sotozaki      | 24, 26 e 27                                  |      |
| Direção de animação       | Kaori Endō          | 4, 7, 11, 14, 19, 22 e 25                    |      |
| Direção de animação       | Kayo Onizawa        | 2, 4, 6, 7, 11, 14 e 19                      |      |
| Direção de animação       | Kōji Akiyama        | 2, 10, 13, 18 e 25                           |      |
| Direção de animação       | Maiko Miyake        | 12, 15, 20, 23 e 26                          |      |
| Direção de animação       | Masato Nagamori     | 11, 14, 19, 22 e 25                          |      |
| Direção de animação       | Mieko Ogata         | 9, 16, 21, 24 e 26                           |      |
| Direção de animação       | Mika Kikuchi        | 15                                           |      |
| Direção de animação       | Miyuki Satō         | 15                                           |      |
| Direção de animação       | Moe Tsuzuki         | 15                                           |      |
| Direção de animação       | Shōgo Fujiwara      | 22 e 25                                      |      |
| Direção de animação       | Teiichi Takiguchi   | 13, 18 e 26                                  |      |
| Direção de animação       | Tetsuto Satō        | 12, 15, 20, 23 e 26                          |      |
| Direção de animação       | Yōko Kajiyama       | 15                                           |      |
| Direção de animação       | Yuka Shiojima       | 1, 4, 9, 16, 21, 24 e 26                     |      |
| Direção de animação       | Yukari Takeuchi     | 3, 5, 6 e 18                                 |      |
| Direção de 3D             | Kazuki Nishiwaki    | —                                            |      |
| Direção de fotografia     | Yuichi Terao        | —                                            |      |
| Direção musical           | Gō Shiina           | 1 ao 26                                      |      |
| Direção musical           | Yuki Kajiura        | 1 ao 26, 28                                  |      |
| Roteiro                   | Akihiko Uda         | 24                                           |      |
| Roteiro                   | Haruo Sotozaki      | Abertura, 1, 2, 3, 8, 9, 13, 14, 16, 24 e 26 |      |
| Roteiro                   | Yuki Kajiura        | Abertura, 28                                 |      |
| Roteiro                   | Junichi Minamino    | 6                                            |      |
| Roteiro                   | Masashi Takeuchi    | 7 e 12                                       |      |
| Roteiro                   | Shinya Shimomura    | Encerramento e 25                            |      |
| Roteiro                   | Takashi Suhara      | 5, 20, 22 e 23                               |      |
| Roteiro                   | Takuya Nonaka       | 21                                           |      |
| Roteiro                   | Toshiyuki Shirai    | 4, 11, 19 e 21                               |      |
| Roteiro                   | Yoshiaki Kawajiri   | 10 e 18                                      |      |
| Roteiro                   | Yuichi Terao        | 26                                           |      |
| Yuuki Itoh                | 15                  |                                              |      |
| Design de personagens     | Akira Matsushima    | —                                            |      |

#### Trilha sonora
| Aberturas | Aberturas                                     | Aberturas | Encerramentos | Encerramentos                                                        | Encerramentos     |
| Nº        | Música Tema                                   | Episódios | Nº            | Música Tema                                                          | Episódios         |
| --------- | --------------------------------------------- | --------- | ------------- | -------------------------------------------------------------------- | ----------------- |
| 1         | "* ~Gurenge~" (por liSA)                      | 1-26      | 1             | "from the edge" (por FictionJunction)                                | 1 ao 18, 20 ao 26 |
| 1         | "* ~Gurenge~" (por liSA)                      | 1-26      | 2             | "Kamado Tanjirō no Uta" (por Nami Nakagawa)                          | 19                |
| 2         | "Akeboshi (por liSA) Zankyosanka" (por Aimer) | 27-44     | 3             | "Homura" (por liSA) "Shirogane" (por liSA) "Asa ga Kuru" (por Aimer) | 27-44             |

### Filme
Em 28 de setembro de 2019, imediatamente após o final do último episódio do anime, foi publicado um pequeno teaser anunciando um filme intitulado Kimetsu no Yaiba: Mugen Ressha-hen (鬼滅の刃無限列車編). A animação continuou a história original do mangá a partir do arco "Trem do Infinito", e estreou no Japão em 16 de outubro de 2020 arrecadando mais de 2.3 bilhões de Ienes dois dias depois de sua estreia, em novembro tornou-se o quinto nas maiores bilheterias do japão. O filme foi lançado oficialmente no Brasil em 13 de maio de 2021.
Já com 73 dias desde a sua estreia, o filme vendeu pouco mais de 24 milhões de bilhetes, auferindo mais de 32,4 bilhões de ienes. Isso significa que o Mugen Ressha-hen alcançou o recorde de filme mais lucrativo da bilheteira japonesa, ultrapassando o longa-metragem do Studio Ghibli, A Viagem de Chihiro, de 2001, que alcançou a marca de 30,8 bilhões de ienes.

## Recepção
A série ficou na 14.º posição na lista dos mangás recomendadas pelas livrarias japonesas em 2017, e na 19.ª posição na lista dos melhores mangás de 2018 para leitores do sexo masculino reunidos pelo Kono Manga ga Sugoi!. Em fevereiro de 2019, a série tinha aproximadamente 3,5 milhões de cópias impressas em todo o mundo; em maio de 2019, cerca de 6 milhões; em setembro, mais de 10 milhões.
Durante a exibição do 19.º episódio do anime, em 10 de agosto de 2019, a série começou a ser um assunto de tendência mundial no Twitter, devido a recepção positiva do episódio por parte de milhares de usuários da plataforma.

### Mangá
- Website oficial da série (em japonês)
- Website oficial do mangá (em japonês)
- «Demon Slayer: Kimetsu No Yaiba». na editora Panini
- «鬼滅の刃公式 - @kimetsu_off» (em japonês). twitter oficial
- Kimetsu no Yaiba (mangá) na enciclopédia do Anime News Network (em inglês)

### Anime
- Site oficial do Anime (em inglês)
- Kimetsu no Yaiba (anime) na enciclopédia do Anime News Network (em inglês)
- «Demon Slayer: Kimetsu no Yaiba» (em inglês). facebook oficial
- «Demon Slayer: Kimetsu no Yaiba USA - @DemonSlayerUSA» (em inglês). twitter oficial (anime)

Streaming;
- «Demon Slayer: Kimetsu no Yaiba». na Crunchyroll
- «Demon Slayer: Kimetsu no Yaiba». na Funimation
- «Kimetsu no Yaiba». na Netflix

### Filme
- Website oficial do longa-metragem (em japonês)
- Kimetsu no Yaiba: Kyōdai no Kizuna (filme) na enciclopédia do Anime News Network (em inglês)